# Nahuel Tetaz Chaparro
Francisco Nahuel Tetaz Chaparro (n. el 11 de junio de 1989 en General Juan Madariaga, Argentina) es un jugador argentino de rugby que juega en la posición de pilar y es integrante de los Jaguares en el Super Rugby. Integró la selección argentina B (Argentina XV-Jaguares) con la que salió campeón sudamericano en 2010 y 2014. En 2011 integró Pampas XV con el que salió campeón de la Vodacom Cup. En 2015 integró Los Pumas en el Rugby Championship y la Copa Mundial de Rugby de 2015 (4° lugar).

## Carrera
Nahuel Tetaz Chaparro se formó en las divisiones infantiles de Camarones Rugby Club de Pinamar y luego en las juveniles de Biguá Rugby Club de Mar del Plata, ambos de la Unión de Rugby de Mar del Plata, donde jugó como octavo entre 2005 y 2008 en las categorías M16, M17, M18 y M19, consagrándose campeón del torneo local. En 2008 comenzó a jugar en primera en La Plata Rugby Club, en la posición de pilar. En 2011 fue contratado por dos años por el Stade Francais de Francia, y en 2015 integró el plantel del Lyon Olympique. 
En 2016 fue contratado por la Unión Argentina de Rugby para integrar la franquicia de Jaguares en el torneo de Super Rugby.
Su actuación en los seleccionados nacionales se inició en 2009, cuando integró el equipo de Los Pumitas que disputó el Campeonato Mundial de Rugby Juvenil en Japón. En 2009 fue convocado por primera vez por la selección mayor B (Jaguares), disputando el torneo Sudamericano en el que se consagró campeón, logro que volvió a obtener en 2014 al vencer en la Consur Cup. En 2010 y 2011 integró la formación de Pampas XV con la que se consagró campeón de la Vodacom Cup en 2011.
En 2012 jugó sus primeros test-matches en Los Pumas, contra Francia e Italia. En 2014 volvió a ser convocado para integrar el equipo de Los Pumas que participó en el Rugby Championship.